# RJ・ミッテ
RJ・ミッテ（RJ Mitte,  1992年8月21日 - ）は、アメリカ合衆国の俳優である。

## 来歴
1992年、ルイジアナ州ラファイエット生まれ。母親の出産時に帝王切開で生まれたが、生まれた当初に呼吸が停止し、後に脳の後遺症が残った。エキストラとして『シークレット・アイドル ハンナ・モンタナ』などいくつかのテレビや映画の作品に顔を出し始め、2008年からレギュラーで出演し始めたテレビシリーズ『ブレイキング・バッド』のウォルター・ホワイト・Jr役で一気に知名度が上がった。同作品では、2014年に他のキャストらと共に全米映画俳優組合賞のドラマ・ミニシリーズ部門でアンサンブル賞を受賞している。
それ以降も徐々に出演作を増やしており、ドラマや映画以外にラップロックバンドのハリウッド・アンデッドの楽曲『Dead Bite』のミュージック・ビデオなどへも出演している。

## 出演作品

### 映画
- Stump (2007) ※短編
- House of Last Things (2013)
- Weird Science 2 with Alessandra Ambrosio (2013)
- Nikki Lorenzo: Work That Charm (2014) ※ビデオ短編

### テレビドラマ
- シークレット・アイドル ハンナ・モンタナ Hannah Montana (2007)
- ブレイキング・バッド Breaking Bad (2008 - 2013)
- VEGAS/ベガス Vegas (2013)
- スイッチ 〜運命のいたずら〜 Switched at Birth (2014)
- ナウ・アポカリプス 〜夢か現実か!? ユリシーズと世界の終わり Now Apocalypse (2019)

## 参照
1. ↑  http://www.dailymail.co.uk/health/article-2357324/Its-act--I-really-cerebral-palsy-says-young-star-Breaking-Bad--unlike-character-R-J-Mitte-cope-crutches-disability-growing-army-female-fans.html